# Chaussée de Sein
La Chaussée de Sein  (in italiano il Banco di Sein) è una stretta piattaforma sottomarina che si estende a ovest del promontorio granitico di Pointe du Raz, all'estremità occidentale della penisola della Bretagna, in Francia, nel dipartimento di Finistère. È separata dal continente da uno stretto poco profondo, il Raz de Sein. La Chaussée de Sein segna il confine meridionale del Mer d'Iroise.

## Caratteristiche geografiche
Si estende da est a ovest per una lunghezza di circa 25 km, e copre una superficie di 41.386 ettari. 
È composta essenzialmente di bassi fondali rocciosi di granito, alcuni dei quali affiorano con la bassa marea, che costituiscono il prolungamento verso occidente, largamente sommerso, della formazioni granitiche che costituiscono la Pointe di Raz. Tali bassifondi sono affiancati da due piattaforme di sabbia: gli alti fondali d'Ar-Men a nord, e il banco di sabbia di Kafarnao a sud. 
Entrambi i banchi terminano bruscamente scendendo fino a 50 m di profondità, e sino a 100 m all'estremità settentrionale. 
Il punto più alto della Chaussée è l'isola di Sein, situata nella parte orientale, che si eleva a 5 m sul livello del mare. 
È una zona pericolosissima per la navigazione a causa non solo dei molti scogli, ma anche delle forti correnti provocate dalle maree. 
Obbliga quindi le grandi navi a compiere un lungo giro verso ovest. 
La Chaussée conta solo due passaggi per le imbarcazioni, e solo per esperti naviganti: a ovest, lo stretto passaggio d'Ar-Men, a destra del faro con lo stesso nome, che permette solo la navigazione di piccole imbarcazioni, e il Raz de Sein situato tra l'isola di Sein e Pointe du Raz. 

## Fauna
La difficoltà d'accesso alla Chaussée ha permesso di mantenere una grande varietà di habitat subacqueo ben conservato, ricco di alghe e fitoplancton . 
È una buona zona di pesca all'astice. 
Ogni inverno si osservano giovani esemplari di foche grigie e si possono a volte vedere le foche adulte riposare sulle rocce. 
Un gruppo di 20 delfini si è stabilito nell'isobata di 30 m, e si muove su un'area di 6 km², tra l'isola di Sein e ad ovest della Chaussée.

## Protezione ambientale
La Chaussée de Sein è stato proposta come Sito di interesse comunitario (SIC) per la Rete Natura 2000 dell'Unione europea.

## Fari
Dall'inizio del XIX secolo, numerose proteste provocate dall'elevato numero di naufragi nella zona spinsero le autorità francesi a scegliere siti adatti per costruire diversi fari che segnalassero i bassi fondali della Chaussée de Sein e le scogliere che la circondavano. 
La loro pericolosa e difficile costruzione, su piccoli isolotti al largo della costa, così come le difficili condizioni di vita dei loro guardiani, hanno reso alcuni di tali fari leggendari in Francia. 
I fari in questa regione sono, da est a ovest: 
- il faro de la Vieille e la tourelle de la Plate, su isolotti di fronte alla Pointe du Raz
- il faro di Tévennec, al nord del Raz de Sein
- il feu du Chat, fanale posto all'estremità orientale della Chaussée sul bordo occidentale del Raz de Sein
- il faro di Men Brial, all'ingresso del porto dell'Île-de-Sein
- il gran faro dell'isola di Sein, all'estremità occidentale dell'isola
- il faro di Ar-Men, all'estremità occidentale della Chaussée de Sein.